# Kardynałowie z nominacji Grzegorza XVI
Papież Grzegorz XVI (1831–1846) mianował 75 nowych kardynałów na 24 konsystorzach:

## Konsystorz z 30 września 1831

### Nominacje jawne
1. Luigi Emmanuele Nicolo Lambruschini CRSP, tytularny arcybiskup Bejrutu, nuncjusz we Francji – kardynał prezbiter S. Callisto (tytuł nadany 24 lutego 1832), następnie kardynał biskup Sabiny (24 stycznia 1842), kardynał biskup Porto e S. Rufina e Civitavecchia (11 lipca 1847), zm. 12 maja 1854
2. Giuseppe Antonio Sala, sekretarz Kongregacji Soboru Trydenckiego – kardynał prezbiter S. Maria della Sala (tytuł nadany 24 lutego 1832), zm. 23 czerwca 1839

### Nominacjein pectore, opublikowane 2 lipca 1832
1. Alessandro Giustiniani, tytularny arcybiskup Petry, nuncjusz w Portugalii – kardynał prezbiter S. Croce in Gerusalemme (tytuł nadany 19 grudnia 1834), zm. 11 października 1843
2. Francesco Tiberi Contigliano, tytularny arcybiskup Aten, nuncjusz w Hiszpanii – kardynał prezbiter S. Stefano al Monte Celio (tytuł nadany 1 sierpnia 1834), zm. 28 października 1839
3. Ugo Pietro Spinola, tytularny arcybiskup Teb, nuncjusz w Austrii – kardynał prezbiter Ss. Silvestro e Martino (tytuł nadany 17 grudnia 1832), zm. 21 stycznia 1858
4. Benedetto Cappelletti, wicekamerling i gubernator Rzymu (in pectore publikacja 2 lipca 1832) – kardynał prezbiter S. Clemente (tytuł nadany 17 grudnia 1832), zm. 15 maja 1834
5. Luigi Del Drago, prefekt Pałacu Apostolskiego (in pectore publikacja 2 lipca 1832) – kardynał prezbiter S. Lorenzo in Panisperna (tytuł nadany 17 grudnia 1832), zm. 18 kwietnia 1845
6. Francesco Maria Pandolfi Alberici, prefekt Domu Papieskiego (in pectore publikacja 2 lipca 1832) – kardynał prezbiter S. Prisca (tytuł nadany 17 grudnia 1832), zm. 3 czerwca 1835
7. Ludovico Gazzoli, prezydent Comarche (in pectore publikacja 2 lipca 1832) – kardynał diakon S. Eustachio (tytuł nadany 17 grudnia 1832), następnie kardynał diakon S. Maria in Via Lata (19 marca 1857), zm. 12 lutego 1858

### Nominacjain pectore, opublikowana 15 kwietnia 1833
1. Francesco Serra Casano, arcybiskup Kapui – kardynał prezbiter Ss. XII Apostoli (tytuł nadany 29 lipca 1833), zm. 17 sierpnia 1850

### Nominacjain pectore, opublikowana 23 czerwca 1834
1. Francesco Canali, tytularny arcybiskup Larissy, sekretarz Kongregacji ds. Biskupów i Zakonników – kardynał prezbiter S. Clemente (tytuł nadany 1 sierpnia 1834), zm. 11 kwietnia 1835

### Nominacjain pectore, opublikowana 11 lipca 1836
1. Pietro Ostini, tytularny arcybiskup Tarsu, nuncjusz w Brazylii (in pectore publikacja 11 lipca 1836) – kardynał prezbiter S. Clemente (tytuł nadany 21 listopada 1836), następnie kardynał biskup Albano (3 kwietnia 1843), zm. 4 marca 1849

## Konsystorz z 2 lipca 1832
Kościoły tytularne zostały nadane 17 grudnia 1832.
1. Giuseppe Maria Velzi OP, mistrz Pałacu Apostolskiego – kardynał prezbiter S. Maria sopra Minerva, zm. 23 listopada 1836
2. Mario Mattei, skarbnik generalny Kamery Apostolskiej – kardynał diakon S. Maria in Aquiro, następnie kardynał prezbiter S. Maria degli Angeli (22 lipca 1842), kardynał biskup Frascati (17 czerwca 1844), kardynał biskup Porto e S. Rufina (23 czerwca 1854), kardynał biskup Ostia e Velletri (17 grudnia 1860), zm. 7 października 1870

## Konsystorz z 15 kwietnia 1833
1. Lorenzo Girolamo Mattei, sekretarz Kongregacji Propaganda Fide – kardynał prezbiter bez tytułu, zm. 24 lipca 1833
2. Castruccio Castracane degli Antelminelli, tytularny patriarcha Antiochii, sekretarz Kongregacji ds. Wizytacji Apostolskich – kardynał prezbiter S. Pietro in Vincoli (tytuł nadany 29 lipca 1833), następnie kardynał biskup Palestriny (22 stycznia 1844), zm. 22 lutego 1852

## Konsystorz z 29 lipca 1833
1. Giacomo Monico, patriarcha Wenecji – kardynał prezbiter Ss. Nereo ed Achilleo (tytuł nadany 23 czerwca 1834), zm. 25 kwietnia 1851
2. Filippo Giudice Caracciolo Orat, arcybiskup Neapolu – kardynał prezbiter S. Agnese fuori le mura (tytuł nadany 30 września 1833), zm. 29 stycznia 1844

## Konsystorz z 20 stycznia 1834
Kościoły tytularne zostały nadane 23 czerwca 1834
1. Giacomo Luigi Brignole, tytularny arcybiskup Nazjanzu, skarbnik generalny Kamery Apostolskiej – kardynał prezbiter S. Giovanni a Porta Latina, następnie kardynał prezbiter S. Cecilia (13 września 1838), kardynał biskup Sabiny (11 czerwca 1847), zm. 23 czerwca 1853
2. Nicola Grimaldi, wicekamerling i gubernator Rzymu – kardynał diakon S. Nicola in Carcere, zm. 12 stycznia 1845

## Konsystorz z 23 czerwca 1834

### Nominacje jawne
1. Gaetano Maria Giuseppe Benedetto Placido Vincenzo Trigona e Parisi, arcybiskup Palermo – kardynał prezbiter bez tytułu, zm. 5 lipca 1837
2. Luigi Bottiglia Savoulx, tytularny arcybiskup Perge, dziekan Kamery Apostolskiej – kardynał prezbiter S. Silvestro in Capite (tytuł nadany 1 sierpnia 1834), zm. 14 września 1836
3. Paolo Polidori, sekretarz Kongregacji Soboru Trydenckiego – kardynał prezbiter S. Eusebio (tytuł nadany 1 sierpnia 1834), następnie kardynał prezbiter S. Prassede (12 lipca 1841), zm. 23 kwietnia 1847

### Nominacjein pectore, opublikowane 6 kwietnia 1835
1. Giuseppe della Porta Rodiani, tytularny patriarcha Konstantynopola, audytor generalny Kamery Apostolskiej – kardynał prezbiter S. Susanna (tytuł nadany 24 lipca 1835), zm. 18 grudnia 1841
2. Giuseppe Alberghini, asesor Świętego Oficjum – kardynał prezbiter S. Prisca (tytuł nadany 24 lipca 1835), zm. 30 września 1847
3. Alessandro Spada, dziekan Roty Rzymskiego – kardynał diakon S. Maria in Cosmedin (tytuł nadany 24 lipca 1835), zm. 16 grudnia 1843

### Nominacjein pectore, opublikowane 11 lipca 1836
1. Luigi Frezza, tytularny arcybiskup Chalcedonu – kardynał prezbiter S. Onofrio (tytuł nadany 21 listopada 1836), zm. 14 października 1837
2. Costantino Patrizi Naro, tytularny arcybiskup Filippi – kardynał prezbiter S. Silvestro in Capite (tytuł nadany 21 listopada 1836), następnie kardynał biskup Albano (20 kwietnia 1849), kardynał biskup Porto e S. Rufina (17 grudnia 1860), kardynał biskup Ostia e Velletri (8 października 1870), zm. 17 grudnia 1876

### Nominacjain pectore, opublikowana 13 września 1838
1. Adriano Fieschi, prefekt Pałacu Apostolskiego – kardynał diakon S. Maria in Portico (tytuł nadany 17 września 1838), następnie kardynał diakon S. Maria ad Martyres (27 stycznia 1843), kardynał prezbiter S. Maria della Vittoria (19 grudnia 1853), zm. 6 lutego 1858

## Konsystorz z 6 kwietnia 1835

### Nominacja jawna
1. Placido Maria Tadini OCD, arcybiskup Genui – kardynał prezbiter S. Maria in Traspontina (tytuł nadany 24 lipca 1835), zm. 22 listopada 1847

### Nominacjain pectore, opublikowana 8 lipca 1839
1. Ambrogio Bianchi OSBCam, generał zakonu kamedułów – kardynał prezbiter Ss. Andrea e Gregorio al Monte Celio (tytuł nadany 11 lipca 1839), zm. 3 marca 1856

## Konsystorz z 1 lutego 1836
1. Jean-Louis Anne Madelain Lefebvre de Cheverus, arcybiskup Bordeaux – kardynał prezbiter bez tytułu, zm. 19 lipca 1836
2. Gabriel della Genga Sermattei, arcybiskup Ferrary,  bratanek Leona XII – kardynał prezbiter S. Girolamo degli Schiavoni (tytuł nadany 21 listopada 1836), zm. 10 lutego 1861

## Konsystorz z 19 maja 1837

### Nominacja jawna
1. Luigi Amat di San Filippo e Sorso, tytularny arcybiskup Nicei, nuncjusz w Hiszpanii – kardynał prezbiter S. Maria in Via (tytuł nadany 2 października 1837), następnie kardynał biskup Palestriny (15 marca 1852), kardynał biskup Porto e S. Rufina (8 października 1870), kardynał biskup Ostia e Velletri (12 marca 1877), zm. 30 marca 1878

### Nominacjain pectore, opublikowana 12 lutego 1838
1. Angelo Mai, sekretarz Kongregacji Propaganda Fide – kardynał prezbiter S. Anastasia (tytuł nadany 15 lutego 1838), zm. 9 września 1854

## Konsystorz z 12 lutego 1838

### Nominacje jawne
1. Chiarissimo Falconieri Mellini, arcybiskup Rawenny – kardynał prezbiter S. Marcello (tytuł nadany 15 lutego 1838), zm. 22 sierpnia 1859
2. Antonio Francesco Orioli OFMConv, biskup Orvieto – kardynał prezbiter S. Maria sopra Minerva (tytuł nadany 15 lutego 1838), następnie kardynał prezbiter Ss. XII Apostoli (30 września 1850), zm. 20 lutego 1852
3. Giuseppe Gasparo Mezzofanti, kustosz Biblioteki Watykańskiej, kanonik bazyliki watykańskiej – kardynał prezbiter S. Onofrio (tytuł nadany 15 lutego 1838), zm. 15 marca 1849
4. Giuseppe Ugolini, dziekan Kamery Apostolskiej – kardynał diakon S. Giorgio in Velabro (tytuł nadany 15 lutego 1838), następnie kardynał diakon S. Adriano (13 września 1838), kardynał diakon S. Maria in Cosmedin (17 grudnia 1855), kardynał diakon S. Maria in Via Lata (15 marca 1858), zm. 19 grudnia 1867
5. Luigi Ciacchi, wicekamerling i gubernator Rzymu – kardynał diakon S. Angelo in Pescheria (tytuł nadany 15 lutego 1838), zm. 17 grudnia 1865

### Nominacjein pectore, opublikowane 18 lutego 1839
1. Giovanni Soglia Ceroni, tytularny patriarcha Jerozolimy, sekretarz Kongregacji ds. Biskupów i Zakonników – kardynał prezbiter Ss. IV Coronati (tytuł nadany 21 lutego 1839), zm. 12 sierpnia 1856
2. Antonio Tosti, skarbnik generalny Kamery Apostolskiej – kardynał prezbiter S. Pietro in Montorio (tytuł nadany 21 lutego 1839), zm. 20 marca 1866

### Nominacjain pectore, opublikowana 24 stycznia 1842
1. Francesco Saverio Massimo, prefekt Pałacu Apostolskiego – kardynał diakon S. Maria in Domnica (tytuł nadany 27 stycznia 1842), zm. 11 stycznia 1848

## Konsystorz z 13 września 1838

### Nominacja jawna
1. Engelbert Sterckx, arcybiskup Mechelen – kardynał prezbiter S. Bartolomeo all'Isola (tytuł nadany 17 września 1838), zm. 4 grudnia 1867

### Nominacjain pectore, opublikowana 8 lipca 1839
1. Filippo de Angelis, arcybiskup Montefiascone – kardynał -prezbiter S. Bernardo alle Terme (tytuł nadany 11 lipca 1839), następnie kardynał prezbiter S. Lorenzo in Lucina (20 września 1867), zm. 8 lipca 1877

## Konsystorz z 30 listopada 1838

### Nominacjain pectore, opublikowana 8 lipca 1839
1. Gabriele Ferretti, arcybiskup Fermo – kardynał prezbiter Ss. Quirico e Giulitta (tytuł nadany 11 lipca 1839), następnie kardynał biskup Sabiny (12 września 1853), zm. 13 września 1860

## Konsystorz z 18 lutego 1839

### Nominacjain pectore, opublikowana 24 stycznia 1842
1. Charles Januarius Acton, audytor generalny Kamery Apostolskiej – kardynał prezbiter S. Maria della Pace (tytuł nadany 27 stycznia 1842), następnie kardynał prezbiter S. Marco (21 grudnia 1846), zm. 23 czerwca 1847

## Konsystorz z 8 lipca 1839
1. Ferdinando Maria Pignatelli CRT, arcybiskup Palermo – kardynał prezbiter S. Maria della Vittoria (tytuł nadany 11 lipca 1839), zm. 10 maja 1853

## Konsystorz z 23 grudnia 1839

### Nominacja jawna
1. Hugues-Robert-Jean-Charles de La Tour d’Auvergne-Lauraguais, biskup Arras – kardynał prezbiter S. Agnese fuori le mura (tytuł nadany 16 kwietnia 1846), zm. 20 lipca 1851

### Nominacjein pectore, opublikowane 14 grudnia 1840
1. Giovanni Maria Mastai-Ferretti, arcybiskup Imoli – kardynał prezbiter Ss. Marcellino e Pietro (tytuł nadany 17 grudnia 1840); od 16 czerwca 1846 Papież Pius IX, zm. 7 lutego 1878
2. Gaspare Bernardo Pianetti, biskup Viterbo e Toscanella – kardynał prezbiter S. Sisto (tytuł nadany 17 grudnia 1840), zm. 30 stycznia 1862

### Nominacjain pectore, opublikowana 24 stycznia 1842
1. Luigi Vannicelli Casoni, wicekamerling i gubernator Rzymu – kardynał prezbiter S. Callisto (tytuł nadany 27 stycznia 1842), następnie kardynał prezbiter S. Prassede (4 października 1847), zm. 21 kwietnia 1877

## Konsystorz z 14 grudnia 1840

### Nominacjain pectore, opublikowana 21 kwietnia 1845
1. Lodovico Altieri, tytularny arcybiskup Efezu, nuncjusz w Austrii – kardynał prezbiter S. Maria in Portico (tytuł nadany 24 listopada 1845), następnie kardynał biskup Albano (17 grudnia 1860), zm. 11 sierpnia 1867

### Nominacjain pectore, opublikowana 15 lipca 1841
1. Silvestro Belli, asesor Świętego Oficjum – kardynał prezbiter S. Balbina (tytuł nadany 15 lipca 1841), zm. 9 września 1844

## Konsystorz z 1 marca 1841
1. Louis Jacques Maurice de Bonald, arcybiskup Lyonu – kardynał prezbiter SS. Trinita al Monte Pincio (tytuł nadany 23 maja 1842), zm. 25 lutego 1870

## Konsystorz z 12 lipca 1841

### Nominacjain pectore, opublikowana 22 stycznia 1844
1. Tommaso Pasquale Gizzi, tytularny arcybiskup Teb – kardynał prezbiter S. Pudenziana (tytuł nadany 25 stycznia 1844), zm. 3 czerwca 1849

## Konsystorz z 24 stycznia 1842
Kościoły tytularne nadane zostały 27 stycznia 1842
1. Friedrich Josef von Schwarzenberg, arcybiskup Salzburga – kardynał prezbiter S. Agostino, zm. 27 marca 1885
2. Cosimo Corsi, dziekan Roty Rzymskiej – kardynał prezbiter Ss. Giovanni e Paolo, zm. 7 października 1870

## Konsystorz z 27 stycznia 1843
1. Francesco di Paola Villadecani, arcybiskup Messyny – kardynał prezbiter S. Alessio (tytuł nadany 22 czerwca 1843), zm. 13 czerwca 1861
2. Ignazio Giovanni Cadolini, tytularny arcybiskup Edessy, sekretarz Kongregacji Propaganda Fide – kardynał prezbiter S. Susanna (tytuł nadany 30 stycznia 1843), zm. 11 kwietnia 1850
3. Paolo Mangelli Orsi, audytor generalny Kamery Apostolskiej – kardynał diakon S. Maria della Scala (tytuł nadany 30 stycznia 1843), następnie kardynał diakon S. Maria in Cosmedin (22 lutego 1844), zm. 4 marca 1846
4. Giovanni Serafini, dziekan Kamery Apostolskiej – kardynał diakon Ss. Vito e Modesto (tytuł nadany 30 stycznia 1843), następnie kardynał diakon S. Maria in Cosmedin (16 kwietnia 1846), zm. 1 lutego 1855

## Konsystorz z 19 czerwca 1843
1. Francisco de São Luiz Saraiva OSB, patriarcha Lizbony – kardynał prezbiter bez tytułu, zm. 7 maja 1845
2. Antonio Maria Cadolini CRSP, biskup Ankony – kardynał prezbiter S. Clemente (tytuł nadany 22 czerwca 1843), zm. 1 sierpnia 1851

## Konsystorz z 22 stycznia 1844

### Nominacje jawne
1. Antonio Maria Cagiano de Azevedo, biskup elekt Senigallii – kardynał prezbiter S. Croce in Gerusalemme (tytuł nadany 25 stycznia 1844), następnie kardynał biskup Frascati (23 czerwca 1854), zm. 13 stycznia 1867
2. Niccola Clarelli Paracciani, biskup elekt Montefiascone e Corneto – kardynał prezbiter S. Pietro in Vincoli (tytuł nadany 25 stycznia 1844), następnie kardynał biskup Frascati (22 lutego 1867), zm. 7 lipca 1872

### Nominacjain pectore, opublikowana 21 kwietnia 1845
1. Fabio Maria Asquini, tytularny patriarcha Konstantynopola, sekretarz Kongregacji ds. Biskupów i Zakonników (in pectore publikacja 21 kwietnia 1845) – kardynał prezbiter S. Stefano al Monte Celio (tytuł nadany 24 kwietnia 1845), następnie kardynał prezbiter S. Lorenzo in Lucina (21 września 1877), zm. 23 grudnia 1878

## Konsystorz z 22 lipca 1844

### Nominacja jawna
1. Domenico Carafa della Spina di Traetto, arcybiskup Benewentu – kardynał prezbiter S. Maria degli Angeli (tytuł nadany 25 lipca 1844), następnie kardynał prezbiter S. Lorenzo in Lucina (12 maja 1879), zm. 17 czerwca 1879

### Nominacjein pectore, opublikowane 21 kwietnia 1845
1. Francesco Capaccini, audytor generalny Kamery Apostolskiej – kardynał prezbiter bez tytułu, zm. 15 czerwca 1845
2. Giuseppe Antonio Zacchia Rondinini, wicekamerling i gubernator Rzymu – kardynał diakon S. Nicola in Carcere (tytuł nadany 24 kwietnia 1845), zm. 26 listopada 1845

### Nominacjein pectore, opublikowane 24 listopada 1845
1. Lorenzo Simonetti, protonotariusz apostolski, asesor Świętego Oficjum – kardynał prezbiter S. Lorenzo in Panisperna (tytuł nadany 19 stycznia 1846), zm. 9 stycznia 1855
2. Giacomo Piccolomini, dziekan Kamery Apostolskiej, prefekt papieskiej milicji – kardynał prezbiter S. Balbina (tytuł nadany 19 stycznia 1846), następnie kardynał prezbiter S. Marco (4 października 1847), zm. 17 sierpnia 1861

## Konsystorz z 19 stycznia 1846
1. Guilherme Henriques de Carvalho, patriarcha Lizbony – kardynał prezbiter S. Maria sopra Minerva (tytuł nadany 30 listopada 1854), zm. 15 listopada 1857
2. Sisto Riario Sforza, arcybiskup Neapolu – kardynał prezbiter S. Sabina (tytuł nadany 16 kwietnia 1846), zm. 29 września 1877
3. Joseph Bernet, arcybiskup Aix – kardynał prezbiter bez tytułu, zm. 5 lipca 1846

## Nominacje nieujawnione
Ponadto Grzegorz XVI mianował sześciu kardynałów in pectore, których nazwisk nigdy nie opublikował. Jednego z nich mianował 12 lipca 1841, czterech 21 kwietnia 1845 i jednego 24 listopada 1845.